# Ramose (escriba)

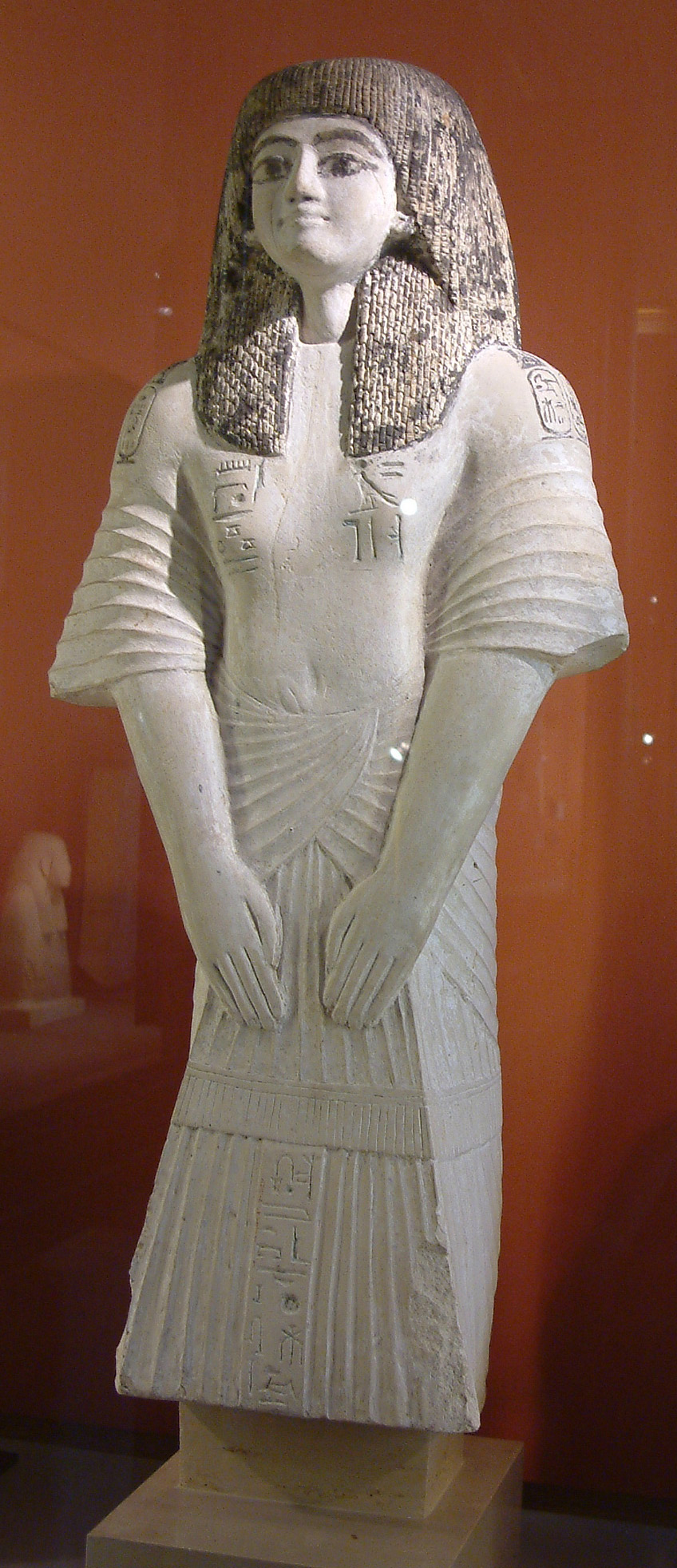
Estatua pintada en brillante de piedra caliza, con inscripciones de jeroglíficos y cartuchos. (Es una estatua de escriba atípica, que refleja su alta posición en la sociedad).

Ramose, artesano del Antiguo Egipto vivió en Deir el-Medina, en la orilla oeste del Nilo, enfrente de Tebas, durante el reinado de Ramsés II.
Fue enterrado en la tumba TT7 en la necrópolis de Deir el-Medina. Ramose creó un total de tres tumbas para sí mismo en la necrópolis tebana, la TT7, la TT212 y la TT250.
Sus títulos incluyen los de "escriba en el Lugar de la Verdad", significando que trabajó en excavaciones y decoraciones de las tumbas reales de los cercanos Valle de los Reyes y Valle de las Reinas.